# Gagrella grisea
Gagrella grisea is een hooiwagen uit de familie Sclerosomatidae.